# Münzschatz von Lucklum

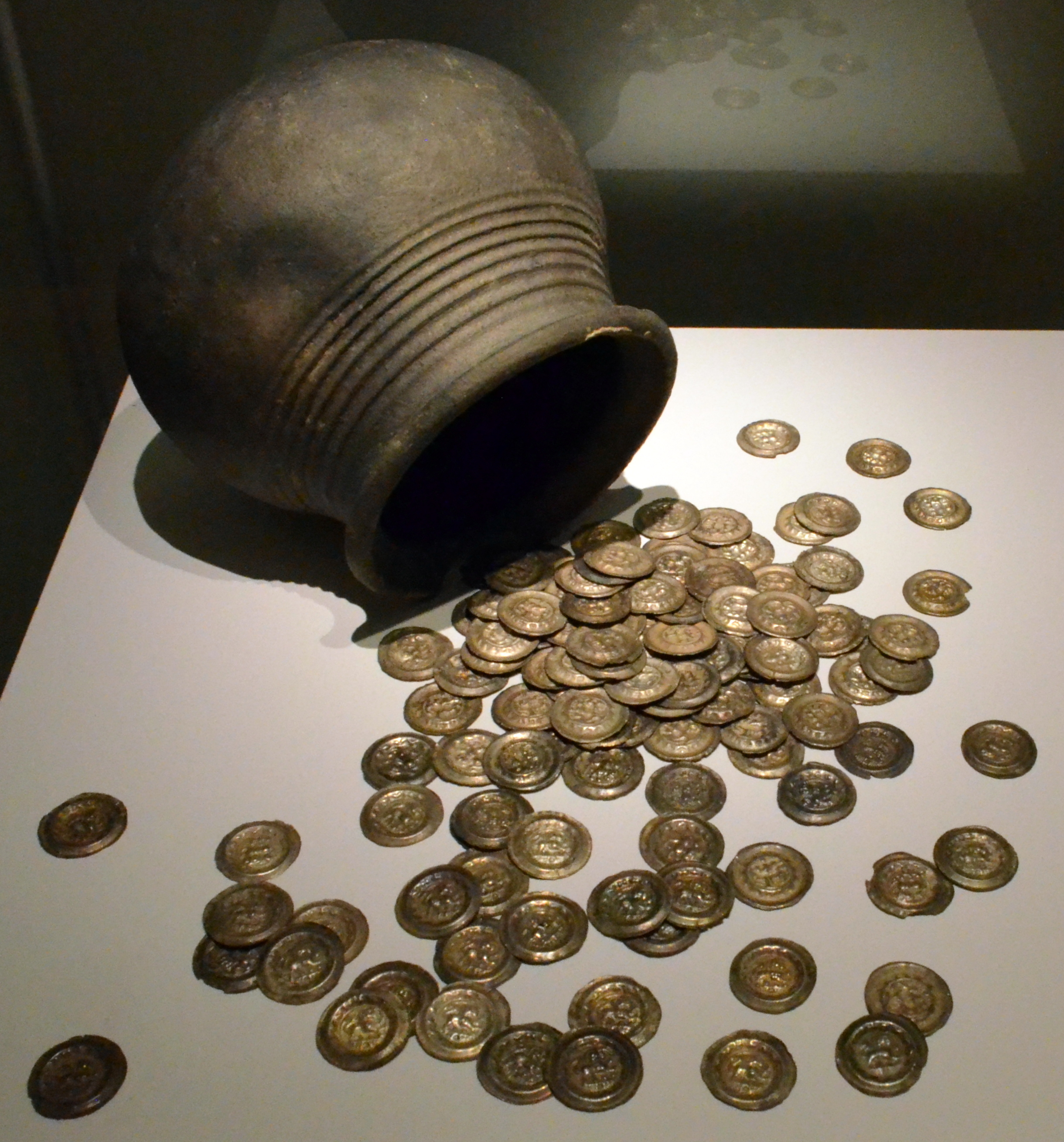
Der 1859 gefundene Münzschatz von Lucklum, wie er derzeit im Braunschweigischen Landesmuseum zu sehen ist: 120 Brakteaten und der irdene Topf, in dem sie gefunden wurden.

Der Münzschatz von Lucklum, auch Schatz von Lucklum oder Brakteatenfund von Lucklum genannt, ist ein Depotfund aus dem Jahre 1859. Auf dem Gelände des Rittergutes Lucklum am Elm wurden mehrere Hundert Brakteaten aus meist kräftigen Silberblech in einem irdenen Kugeltopf gefunden. Wie hoch die genaue Zahl war, lässt sich heute nicht mehr feststellen. Sie schwankt zwischen 1083 und 120.

## Fundgeschichte
Seit 1856 wurde in Lucklum ein Kalktuff-Steinbruch betrieben. Bei der geologischen Untersuchung weiterer Abbaugebiete in der unmittelbaren Umgebung wurden mehrere alte Gräberfelder mit zahlreichen menschlichen Gebeinen und Urnen gefunden. Es wurden zudem auch Tierknochen, hauptsächlich von Pferden ausgegraben. Unweit der größeren Gräberfelder fand man 1859 auf einer „der Garten“ genannten Fläche schließlich den Topf mit den Münzen.
Die erste schriftliche Erwähnung des Fundes findet sich im Braunschweigischen Magazin vom 17. August 1861. Der damalige Kantor in Lucklum, Johann Heinrich Christian Schmidt, erwähnte dort in seinem Artikel Wanderung durch den  Kalktuffbruch bei Lucklum. den Fund, ohne allerdings näher auf ihn einzugehen. Eine zweite, ebenfalls nur kurze Erwähnung folgte 1881 in Wilhelm Görges’ und Ferdinand Spehrs Vaterländische Geschichten und Denkwürdigkeiten der Lande Braunschweig und Hannover, wo die Anzahl der Münzen mit 1083 angegeben wurde.
Der Fund wurde bis 1963 nicht näher bekannt und wurde bis dahin auch niemals ausführlich wissenschaftlich beschrieben. Zwar erwähnte ihn der Numismatiker Julius Menadier 1888 und 1891 in zwei seiner Werke, aber erst 1962, 103 Jahre nach der Auffindung, beschrieb ihn der Historiker und Numismatiker Wilhelm Jesse detaillierter. Erst im Juni 1962 war dem Städtischen Museum Braunschweig bekannt geworden, dass sich in Lucklum noch über 400 Münzen des Fundes sowie der irdene Topf befänden. Der damalige Gutsbesitzer und Eigentümer des Münzfundes, Segeband von Henninges (* 26. April 1907; † Dezember 1985), überließ Wilhelm Jesse den Schatz zur wissenschaftlichen Begutachtung und Veröffentlichung seiner Ergebnisse.
Der Kugeltopf, der die Münzen enthielt, besteht aus grauem, unglasiertem Ton. Der Gefäßhals weist Rillenverzierungen auf. Das Gefäß ist 14 cm hoch und am Bauch 18 cm breit. Bis auf eine kleine Fehlstelle am Rand ist die „Urne“ gut erhalten. Wie viele Münzen der Schatz tatsächlich umfasste, kann heute nicht mehr geklärt werden. Görges und Spehr gaben 1083 an, Jesse fand 1963 bei dem Schatz einen alten Zettel mit der Zahl 425, zählte selbst aber nur noch 414 Brakteaten. Addiert man dazu diejenigen Münzen, die sich bereits vorher im Städtischen Museum Braunschweig befunden haben, so steigt die Gesamtzahl auf 428 bzw. 432 (Jesse selbst spricht ein Mal von 14, eine Seite weiter von 18 Münzen im Besitz des Museums.). Nach Spehr 1881 sollen einige Münzen neben dem städtischen Museum auch an das „Herzogliche Museum“, das heutige Herzog Anton Ulrich-Museum gegangen sein. Die Zahl wurde allerdings nicht angegeben. Dies würde bedeuten, dass ca. 650 Münzen, wenn 1083 die korrekte ursprünglich Anzahl war, innerhalb von knapp 100 Jahren „abhanden“ gekommen sein müssen.
Alle Brakteaten stammten aus dem 13. Jahrhundert. Keine Münze war vor dem Jahr 1235 geprägt worden und keine später als 1240 (Jesse spricht von spätestens 1252, dem Sterbejahr Ottos I.). Die überwiegende Mehrheit der Brakteaten trägt in gotischen Majuskeln die Umschrift „+ OTTO DVX DE BRVN“ im Wulstrand und weist damit auf die Regierungszeit Ottos I., genannt „Otto das Kind“ (1204–1252) hin, eines Enkels des braunschweigischen Herzogs Heinrich des Löwen. Der durchschnittliche Feingehalt der Münzen beträgt 888/1000, das Durchschnittsgewicht liegt bei 0,774 g. Lediglich ein Stück war ohne Beschriftung, die anderen zeigten neben der Umschrift einen auf einer Mauer entlang schreitenden („leopardierten“) Löwen, zweifelsfrei als der Braunschweiger Löwe erkennbar. Der Lucklumer Münzfund ist in mehrerer Hinsicht ungewöhnlich, denn zum einen handelt es sich um den einzigen großen Münzfund in Niedersachsen, der ausschließlich regionale Währung enthält, und zum anderen sind die Münzen großenteils identisch, was für derartige alte Münzfunde unüblich ist, da diese in der Regel über einen langen Zeitraum angesparte Schätze waren und demzufolge aus einer Vielzahl unterschiedlicher Münzarten, -prägungen und -materialien bestehen. Nicht so in diesem Fall. 
Im Sommer 2011 erwarb das Braunschweigische Landesmuseum zusammen mit dem Herzog Anton Ulrich-Museum und der Stiftung Braunschweigischer Kulturbesitz den Schatz für 20.000 Euro aus Privatbesitz. Seither wird er im Braunschweigischen Landesmuseum ausgestellt. Seit der Entdeckung 1859 hat sich die Anzahl der Münzen in den letzten 150 Jahren auf heute nur noch 120 Münzen verringert.